# Cinquième district congressionnel du Connecticut
Le 5e district congressionnel du Connecticut est un district de l'État américain du Connecticut. Situé dans la partie ouest de l'État et s'étendant sur des parties des comtés de Fairfield, Litchfield, New Haven et Hartford, le district s'étend de Meriden et de New Britain dans le centre du Connecticut, vers l'ouest jusqu'à Danbury et la vallée environnante de Housatonic, englobant la Vallée de Farmington, Upper Naugatuck River Valley et Litchfield Hills. Le district comprend également la majeure partie de Waterbury.
Le district est actuellement représenté par la démocrate Jahana Hayes. Avec un indice CPVI de D + 2, c'est le district le moins démocrate du Connecticut, un État avec une délégation du Congrès entièrement démocrate.

## Histoire
Historiquement républicain, le 5e district congressionnel est à tendance démocrate depuis 2004. John Kerry a remporté le district avec 49,3 % des voix, soit une marge de 1 112 voix lors de l'élection présidentielle de 2004. Barack Obama a remporté le district en 2008 avec 56,3 % des voix et en 2012 avec 53,5 % des voix.
L'actuel 5e district a été créé en 2002 en raison d'une nouvelle répartition à la suite du recensement américain de 2000. En raison de la lenteur de la croissance démographique, le Connecticut a perdu un siège et l'ancien 5e district basé à Waterbury a été fusionné avec le 6e district basé en Nouvelle-Bretagne. Cependant, le district fusionné contenait plus de territoire de l'ancien 6e.
De 1964 à 1990, le 5e district comprenait de nombreuses villes du comté de Fairfield qui sont maintenant situées dans le 4e district, telles que Wilton, Monroe, Ridgefield et Shelton. Il comprenait également les villes de la vallée de la rivière Naugatuck d'Ansonia, Derby, Seymour et Naugatuck, qui se trouvent maintenant dans le 3e district.
Au début du XXe siècle, le 5e district comprenait Waterbury, le Comté de Litchfield et la vallée de Naugatuck. Il n'incluait aucune partie des comtés de Fairfield ou de Hartford et n'incluait pas la ville de Meriden.

## Villes du district
Pour le 118e Congrès et les congrès successifs (basés sur le redécoupage suite au recensement de 2020), le 5e district du Connecticut comprend des parties de quatre régions de planification et 40 municipalités.

### Capitol Planning Region (6)
Avon, Canton (incluant Canton Valley et Collinsville), Farmington, New Britain, Plainville, Simsbury (incluant Simsbury Center, Tariffville, Weatogue et West Simsbury).

### Naugatuck Valley Planning Region (10)
Bethlehem (incluant Bethlehem Village), Cheshire (incluant Cheshire Village), Middlebury, Plymouth (incluant Terryville), Southbury (incluant Heritage Village), Thomaston (incluant Thomaston CDP), Waterbury (en partie ; également dans le 3e), Watertown (incluant Oakville et Watertown CDP), Wolcott, Woodbury (incluant Woodbury Center).

### Nortwest Hills Planning Region (16)
Burlington, Canaan (incluant Falls Village), Cornwall (incluant Cornwall Bridge, Cornwall CDP et West Cornwall), Goshen, Harwinton (incluant Northwest Harwinton), Kent, Litchfield (incluant Bantam et Litchfield Borough), Morris, Norfolk (incluant Norfolk CDP), North Canaan (incluant Canaan Village), Roxbury, Salisbury (incluant Lakeville), Sharon (incluant Cornwall Bridge et Sharon CDP), Torrington (en partie ; également dans le 1er) Warren, Washington (incluant New Preston).

### South Central Connecticut Planning Region (1)
Meriden

### Western Connecticut Planning Region (7)
Bridgewater (incluant Bridgewater CDP), Brookfield (Brookfield Center, partie de Candlewood Lake Club et Candlewood Shores) Danbury (en partie; également 4e), New Fairfield (incluant Ball Pond, Bigelow Corners, Bogus Hill, Candlewood Isle, Candlewood Knolls, Inglenook, Kellogg Point, Knollcrest, partie Sail Harbor et Taylor Corners), New Milford (incluant Chimney Point, partie de Candlewood Lake Club, Gaylordsville, et New Milford CDP), Newtown (incluant Botsford, Dodgingtown, Hawleyville, Newtown Borough et Sandy Hook), Sherman (incluant Lakeside Woods, partie de Sail Harbor et Sherman CDP).

### Registre des affiliations politiques
| Parti | Parti          | Actif   | Inactif | Total   | Pourcentage |
| ----- | -------------- | ------- | ------- | ------- | ----------- |
|       | Démocrate      | 108 601 | 4 720   | 113 321 | 29,96 %     |
|       | Républicain    | 89 242  | 3 554   | 92 796  | 24,53 %     |
|       | Partis mineurs | 3 728   | 152     | 3 880   | 1,03 %      |
|       | Non-affilié    | 159 433 | 8 782   | 168 215 | 44,489 %    |
|       | Total          | 361 004 | 17 208  | 378 212 | 100 %       |

## Historique de vote
| Années | Poste     | Résultats               |
| ------ | --------- | ----------------------- |
| 2000   | Président | Gore 52,0 % – 43,0 %    |
| 2004   | Président | Kerry 49,3 % – 49,0 %   |
| 2008   | Président | Obama 56,0 % – 42,0 %   |
| 2012   | Président | Obama 54,0 % – 45,0 %   |
| 2016   | Président | Clinton 50,0 % – 46,0 % |
| 2020   | Président | Biden 55,0 % – 44,0 %   |

## Liste des Représentants du district
| Membre                                                 | Parti       | Années                            | Congrès        | Histoire électorale |
| ------------------------------------------------------ | ----------- | --------------------------------- | -------------- | --- |
| District établi le 4 mars 1837                         |             |                                   |                | |
| Lancelot Phelps (en)                                   | Démocrate   | 4 mars 1837 - 3 mars 1839         | 25e            | Redécoupage depuis le district at-large et réélu en 1837. Retrait.                                                             |
| Truman Smith (en)                                      | Whig        | 4 mars 1839 - 3 mars 1843         | 26e , 27e      | Élu en 1839. Réélu en 1840. Retrait.                                                                                           |
| District supprimé à la suite du recensement de 1840.   |             |                                   |                | |
| District organisé depuis le district at-large en 1913. |             |                                   |                | |
| William Kennedy (en)                                   | Démocrate   | 4 mars 1913 - 3 mars 1915         | 63e            | Élu en 1912. Perd sa réélection.                                                                                               |
| James P. Glynn (en)                                    | Républicain | 4 mars 1915 - 3 mars 1923         | 64e - 67e      | Élu en 1914. Réélu en 1916. Réélu en 1918. Réélu en 1920. Perd sa réélection.                                                  |
| Patrick B. O'Sullivan (en)                             | Démocrate   | 4 mars 1923 - 3 mars 1925         | 68e            | Élu en 1922. Perd sa réélection.                                                                                               |
| James P. Glynn (en)                                    | Républicain | 4 mars 1925 - 6 mars 1930         | 69e - 71e      | Élu en 1924. Réélu en 1926. Réélu en 1928. Décès.                                                                              |
| Vacant                                                 | Vacant      | 6 mars 1930 - 4 novembre 1930     |                | |
| Edward W. Goss (en)                                    | Républicain | 4 novembre 1930 - 3 janvier 1935  | 71e - 73e      | Élu pour terminer le mandat de Glynn. Réélu en 1930. Réélu en 1932. Perd sa réélection.                                        |
| J. Joseph Smith (en)                                   | Démocrate   | 3 janvier 1935 - 4 novembre 1941  | 74e - 77e      | Élu en 1934. Réélu en 1936. Réélu en 1938. Réélu en 1940. Démissionne lorsque nommé Juge à la Cour d'Appel des États-Unis.     |
| Vacant                                                 | Vacant      | 4 novembre 1941 - 20 janvier 1942 |                | |
| Joseph E. Talbot                                       | Républicain | 20 janvier 1942 - 3 janvier 1947  | 77e - 79e      | Élu pour terminer le mandat de Smith. Réélu en 1942. Réélu en 1944. Retrait pour se présenter comme Gouverneur du Connecticut. |
| James T. Patterson (en)                                | Républicain | 3 janvier 1947 - 3 janvier 1959   | 80e - 85e      | Élu en 1946. Réélu en 1948. Réélu en 1950. Réélu en 1952. Réélu en 1954. Réélu en 1956. Perd sa réélection.                    |
| John S. Monagan (en)                                   | Démocrate   | 3 janvier 1959 - 3 janvier 1973   | 86e - 92e      | Élu en 1958. Réélu en 1960. Réélu en 1962. Réélu en 1964. Réélu en 1966. Réélu en 1968. Réélu en 1970. Perd sa réélection.     |
| Ronald A. Sarasin (en)                                 | Républicain | 3 janvier 1973 - 3 janvier 1979   | 93e - 95e      | Élu en 1972. Réélu en 1974. Réélu en 1976. Retrait pour se présenter comme Gouverneur du Connecticut.                          |
| William R. Ratchford (en)                              | Démocrate   | 3 janvier 1979 - 3 janvier 1985   | 96e - 98e      | Élu en 1978. Réélu en 1980. Réélu en 1982. Perd sa réélection.                                                                 |
| John G. Rowland                                        | Républicain | 3 janvier 1985 - 3 janvier 1991   | 99e - 101e     | Élu en 1984. Réélu en 1986. Réélu en 1988. Retrait pour se présenter comme Gouverneur du Connecticut.                          |
| Gary Franks (en)                                       | Républicain | 3 janvier 1991 - 3 janvier 1997   | 102e - 104e    | Élu en 1990. Réélu en 1992. Réélu en 1994. Perd sa rééleciton.                                                                 |
| James H. Maloney (en)                                  | Démocrate   | 3 janvier 1997 - 3 janvier 2003   | 105e - 107e    | Élu en 1996. Réélu en 1998. Réélu en 2000. Perd sa réélection.                                                                 |
| Nancy Johnson (en)                                     | Républicain | 3 janvier 2003 - 3 janvier 2007   | 108e , 109e    | Redécoupage depuis le 6e district et réélue en 2002. Réélue en 2004. Perd sa réélection.                                       |
| Chris Murphy                                           | Démocrate   | 3 janvier 2007 - 3 janvier 2013   | 110e - 112e    | Élu en 2006. Réélu en 2008. Réélu en 2010. Retrait pour se présenter comme Sénateur des États-Unis.                            |
| Elizabeth Esty                                         | Démocrate   | 3 janvier 2013 - 3 janvier 2019   | 113e - 115e    | Élue en 2012. Réélue en 2014. Réélue en 2016. Retrait.                                                                         |
| Jahana Hayes                                           | Démocrate   | 3 janvier 2019 - Présent          | 116e - Présent | Élue en 2018. Réélue en 2020. Réélue en 2022. Réélue en 2024.                                                                  |

## Résultats des récentes élections
Voici les résultats des dix précédents cycles électoraux dans le district.

### 2004
| Élection de 2004 du 5e district congressionnel du Connecticut | Élection de 2004 du 5e district congressionnel du Connecticut | Élection de 2004 du 5e district congressionnel du Connecticut | Élection de 2004 du 5e district congressionnel du Connecticut | Élection de 2004 du 5e district congressionnel du Connecticut |
| ------------------------------------------------------------- | ------------------------------------------------------------- | ------------------------------------------------------------- | ------------------------------------------------------------- | ------------------------------------------------------------- |
| Parti                                                         | Parti                                                         | Candidat                                                      | Votes                                                         | %                                                             |
|                                                               | Républicain                                                   | Nancy Johnson (en) (sortante)                                 | 168 268                                                       | 59,8                                                          |
|                                                               | Démocrate                                                     | Theresa B. Ferratana                                          | 107 438                                                       | 38,2                                                          |
|                                                               | Indépendant                                                   | Wildey J. Moore                                               | 2 545                                                         | 0,9                                                           |
|                                                               | Indépendant                                                   | Fernando Ramirez                                              | 3 196                                                         | 1,1                                                           |
| Total des votes                                               | Total des votes                                               | Total des votes                                               | 281 447                                                       | 100 %                                                         |
|                                                               | Les Républicains conservent                                   |                                                               |                                                               |                                                               |

### 2006
| Élection de 2006 du 5e district congressionnel du Connecticut | Élection de 2006 du 5e district congressionnel du Connecticut | Élection de 2006 du 5e district congressionnel du Connecticut | Élection de 2006 du 5e district congressionnel du Connecticut | Élection de 2006 du 5e district congressionnel du Connecticut |
| ------------------------------------------------------------- | ------------------------------------------------------------- | ------------------------------------------------------------- | ------------------------------------------------------------- | ------------------------------------------------------------- |
| Parti                                                         | Parti                                                         | Candidat                                                      | Votes                                                         | %                                                             |
|                                                               | Démocrate                                                     | Chris Murphy                                                  | 122 980                                                       | 56,5                                                          |
|                                                               | Républicain                                                   | Nancy Johnson (en) (sortante)                                 | 94 824                                                        | 43,5                                                          |
| Total des votes                                               | Total des votes                                               | Total des votes                                               | 207 621                                                       | 100 %                                                         |
|                                                               | Les Démocrates prennent aux Républicains                      |                                                               |                                                               |                                                               |

### 2008
| Élection de 2008 du 5e district congressionnel du Connecticut | Élection de 2008 du 5e district congressionnel du Connecticut | Élection de 2008 du 5e district congressionnel du Connecticut | Élection de 2008 du 5e district congressionnel du Connecticut | Élection de 2008 du 5e district congressionnel du Connecticut |
| ------------------------------------------------------------- | ------------------------------------------------------------- | ------------------------------------------------------------- | ------------------------------------------------------------- | ------------------------------------------------------------- |
| Parti                                                         | Parti                                                         | Candidat                                                      | Votes                                                         | %                                                             |
|                                                               | Démocrate                                                     | Chris Murphy (sortant)                                        | 161 178                                                       | 56,7                                                          |
|                                                               | Républicain                                                   | Nancy Johnson (en) (sortante)                                 | 117 914                                                       | 41,4                                                          |
|                                                               | Indépendant                                                   | Thomas L. Winn                                                | 3 082                                                         | 1,1                                                           |
|                                                               | Vert                                                          | Harold H. Burbank II                                          | 2 324                                                         | 0,8                                                           |
|                                                               | Write-In                                                      | Write-In                                                      | 10                                                            | 0,0                                                           |
| Total des votes                                               | Total des votes                                               | Total des votes                                               | 284 508                                                       | 100 %                                                         |
|                                                               | Les Démocrates conservent                                     |                                                               |                                                               |                                                               |

### 2010
| Élection de 2010 du 5e district congressionnel du Connecticut | Élection de 2010 du 5e district congressionnel du Connecticut | Élection de 2010 du 5e district congressionnel du Connecticut | Élection de 2010 du 5e district congressionnel du Connecticut | Élection de 2010 du 5e district congressionnel du Connecticut |
| ------------------------------------------------------------- | ------------------------------------------------------------- | ------------------------------------------------------------- | ------------------------------------------------------------- | ------------------------------------------------------------- |
| Parti                                                         | Parti                                                         | Candidat                                                      | Votes                                                         | %                                                             |
|                                                               | Démocrate                                                     | Chris Murphy (sortant)                                        | 178 377                                                       | 59,0                                                          |
|                                                               | Républicain                                                   | David Cappiello                                               | 117 585                                                       | 39,0                                                          |
|                                                               | Indépendant                                                   | Thomas Winn                                                   | 3 066                                                         | 1,0                                                           |
| Total des votes                                               | Total des votes                                               | Total des votes                                               | 301 345                                                       | 100 %                                                         |
|                                                               | Les Démocrates conservent                                     |                                                               |                                                               |                                                               |

### 2012
| Élection de 2012 du 5e district congressionnel du Connecticut | Élection de 2012 du 5e district congressionnel du Connecticut | Élection de 2012 du 5e district congressionnel du Connecticut | Élection de 2012 du 5e district congressionnel du Connecticut | Élection de 2012 du 5e district congressionnel du Connecticut |
| ------------------------------------------------------------- | ------------------------------------------------------------- | ------------------------------------------------------------- | ------------------------------------------------------------- | ------------------------------------------------------------- |
| Parti                                                         | Parti                                                         | Candidat                                                      | Votes                                                         | %                                                             |
|                                                               | Démocrate                                                     | Elizabeth Esty                                                | 142 201                                                       | 52,0                                                          |
|                                                               | Républicain                                                   | Andrew Roraback                                               | 133 256                                                       | 48,0                                                          |
| Total des votes                                               | Total des votes                                               | Total des votes                                               | 275 457                                                       | 100 %                                                         |
|                                                               | Les Démocrates conservent                                     |                                                               |                                                               |                                                               |

### 2014
| Élection de 2014 du 5e district congressionnel du Connecticut | Élection de 2014 du 5e district congressionnel du Connecticut | Élection de 2014 du 5e district congressionnel du Connecticut | Élection de 2014 du 5e district congressionnel du Connecticut | Élection de 2014 du 5e district congressionnel du Connecticut |
| ------------------------------------------------------------- | ------------------------------------------------------------- | ------------------------------------------------------------- | ------------------------------------------------------------- | ------------------------------------------------------------- |
| Parti                                                         | Parti                                                         | Candidat                                                      | Votes                                                         | %                                                             |
|                                                               | Démocrate                                                     | Elizabeth Esty (sortante)                                     | 113 564                                                       | 53,0                                                          |
|                                                               | Républicain                                                   | Mark Greenberg                                                | 97 767                                                        | 46,0                                                          |
|                                                               | Indépendant                                                   | John Pistone                                                  | 1 970                                                         | 1,0                                                           |
| Total des votes                                               | Total des votes                                               | Total des votes                                               | 213 301                                                       | 100 %                                                         |
|                                                               | Les Démocrates conservent                                     |                                                               |                                                               |                                                               |

### 2016
| Élection de 2016 du 5e district congressionnel du Connecticut | Élection de 2016 du 5e district congressionnel du Connecticut | Élection de 2016 du 5e district congressionnel du Connecticut | Élection de 2016 du 5e district congressionnel du Connecticut | Élection de 2016 du 5e district congressionnel du Connecticut |
| ------------------------------------------------------------- | ------------------------------------------------------------- | ------------------------------------------------------------- | ------------------------------------------------------------- | ------------------------------------------------------------- |
| Parti                                                         | Parti                                                         | Candidat                                                      | Votes                                                         | %                                                             |
|                                                               | Démocrate                                                     | Elizabeth Esty (sortante)                                     | 179 252                                                       | 58,0                                                          |
|                                                               | Républicain                                                   | Clay Cope                                                     | 129 801                                                       | 42,2                                                          |
| Total des votes                                               | Total des votes                                               | Total des votes                                               | 309 053                                                       | 100 %                                                         |
|                                                               | Les Démocrates conservent                                     |                                                               |                                                               |                                                               |

### 2018
| Élection de 2018 du 5e district congressionnel du Connecticut | Élection de 2018 du 5e district congressionnel du Connecticut | Élection de 2018 du 5e district congressionnel du Connecticut | Élection de 2018 du 5e district congressionnel du Connecticut | Élection de 2018 du 5e district congressionnel du Connecticut |
| ------------------------------------------------------------- | ------------------------------------------------------------- | ------------------------------------------------------------- | ------------------------------------------------------------- | ------------------------------------------------------------- |
| Parti                                                         | Parti                                                         | Candidat                                                      | Votes                                                         | %                                                             |
|                                                               | Démocrate                                                     | Jahana Hayes                                                  | 151 225                                                       | 55,9                                                          |
|                                                               | Républicain                                                   | Manny Santos                                                  | 119 426                                                       | 44,1                                                          |
|                                                               | Write-In                                                      | Write-In                                                      | 13                                                            | 0,0                                                           |
| Total des votes                                               | Total des votes                                               | Total des votes                                               | 270 664                                                       | 100 %                                                         |
|                                                               | Les Démocrates conservent                                     |                                                               |                                                               |                                                               |

### 2020
| Élection de 2020 du 5e district congressionnel du Connecticut | Élection de 2020 du 5e district congressionnel du Connecticut | Élection de 2020 du 5e district congressionnel du Connecticut | Élection de 2020 du 5e district congressionnel du Connecticut | Élection de 2020 du 5e district congressionnel du Connecticut |
| ------------------------------------------------------------- | ------------------------------------------------------------- | ------------------------------------------------------------- | ------------------------------------------------------------- | ------------------------------------------------------------- |
| Parti                                                         | Parti                                                         | Candidat                                                      | Votes                                                         | %                                                             |
|                                                               | Démocrate                                                     | Jahana Hayes (sortante)                                       | 192 484                                                       | 55,1                                                          |
|                                                               | Républicain                                                   | David X. Sullivan                                             | 151 988                                                       | 43,5                                                          |
|                                                               | Indépendant                                                   | Bruce Walczak                                                 | 5 052                                                         | 1,4                                                           |
| Total des votes                                               | Total des votes                                               | Total des votes                                               | 349 524                                                       | 100 %                                                         |
|                                                               | Les Démocrates conservent                                     |                                                               |                                                               |                                                               |

### 2022
Les Primaires démocrate et républicaine ont été annulées. Jahana Hayes (D-Sortante), et George Logan (R) avancent vers l'élection générale.
| Élection de 2022 du 5e district congressionnel du Connecticut | Élection de 2022 du 5e district congressionnel du Connecticut | Élection de 2022 du 5e district congressionnel du Connecticut | Élection de 2022 du 5e district congressionnel du Connecticut | Élection de 2022 du 5e district congressionnel du Connecticut |
| ------------------------------------------------------------- | ------------------------------------------------------------- | ------------------------------------------------------------- | ------------------------------------------------------------- | ------------------------------------------------------------- |
| Parti                                                         | Parti                                                         | Candidat                                                      | Votes                                                         | %                                                             |
|                                                               | Démocrate                                                     | Jahana Hayes (sortante)                                       | 192 484                                                       | 55,1                                                          |
|                                                               | Républicain                                                   | David X. Sullivan                                             | 151 988                                                       | 43,5                                                          |
|                                                               | Indépendant                                                   | Bruce Walczak                                                 | 5 052                                                         | 1,4                                                           |
| Total des votes                                               | Total des votes                                               | Total des votes                                               | 349 524                                                       | 100 %                                                         |
|                                                               | Les Démocrates conservent                                     |                                                               |                                                               |                                                               |

### 2024
Les Primaires démocrate et républicaine ont été annulées. Jahana Hayes (D-Sortante), et George Logan (R) avancent vers l'élection générale.
| Élection de 2024 du 5e district congressionnel du Connecticut | Élection de 2024 du 5e district congressionnel du Connecticut | Élection de 2024 du 5e district congressionnel du Connecticut | Élection de 2024 du 5e district congressionnel du Connecticut | Élection de 2024 du 5e district congressionnel du Connecticut |
| ------------------------------------------------------------- | ------------------------------------------------------------- | ------------------------------------------------------------- | ------------------------------------------------------------- | ------------------------------------------------------------- |
| Parti                                                         | Parti                                                         | Candidat                                                      | Votes                                                         | %                                                             |
|                                                               | Démocrate                                                     | Jahana Hayes (sortante)                                       | 180 268                                                       | 53,4                                                          |
|                                                               | Républicain                                                   | George Logan                                                  | 157 258                                                       | 46,6                                                          |
|                                                               | Write-In                                                      | Write-In                                                      | 79                                                            | 0,0                                                           |
| Total des votes                                               | Total des votes                                               | Total des votes                                               | 337 605                                                       | 100 %                                                         |
|                                                               | Les Démocrates conservent                                     |                                                               |                                                               |                                                               |